# NewsOK.com

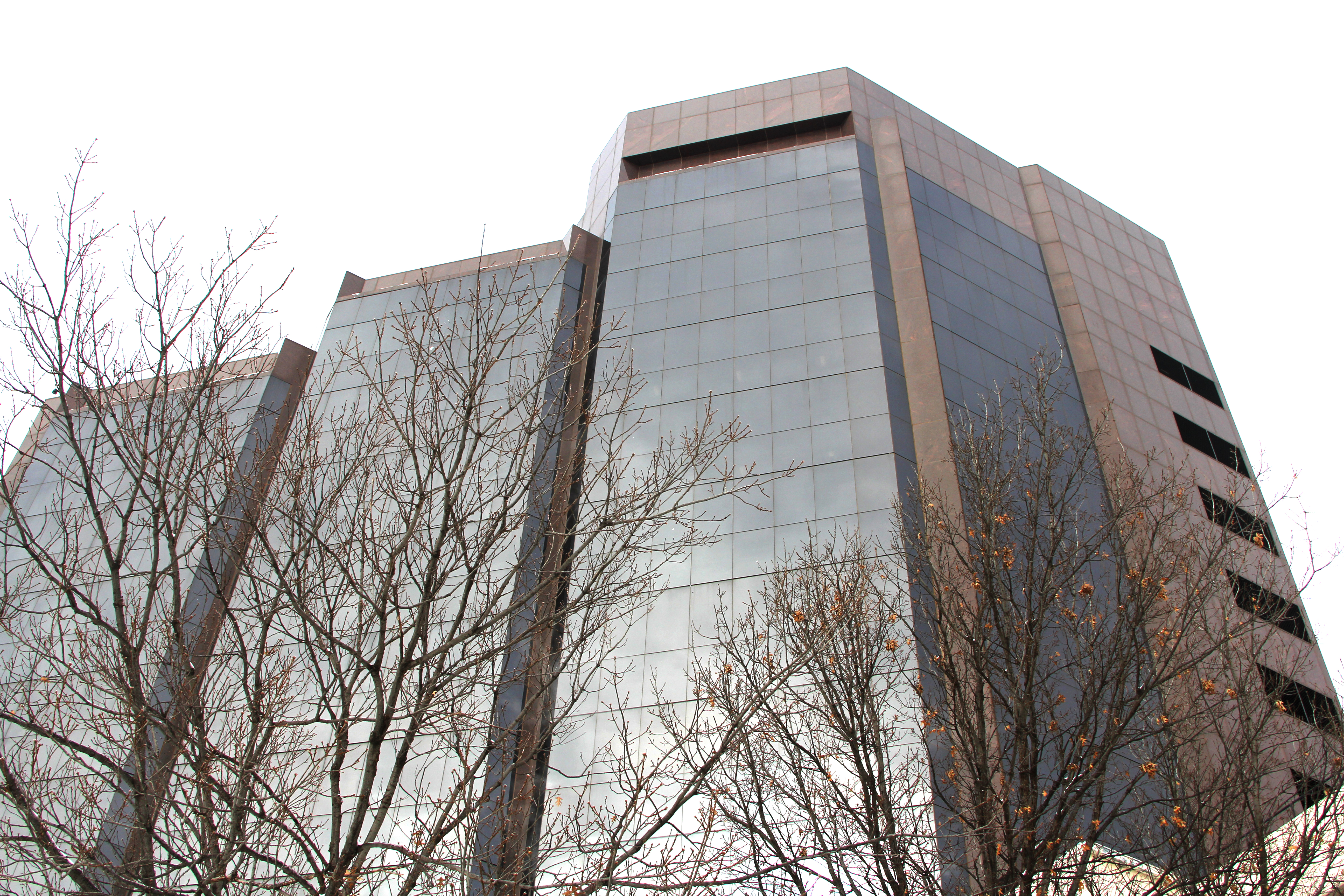
Aktueller Hauptsitz der OPUBCO in Oklahoma City

NewsOK.com ist die größte Nachrichten-Webseite Oklahomas. Sie gehört der Oklahoma Publishing Company (OPUBCO) an, die ihren Hauptsitz in Oklahoma City hat. Die OPUBCO gibt auch The Oklahoman heraus, die größte Tageszeitung Oklahomas.

## Geschichte
NewsOK.com startete im Jahr 2001 im Zuge einer Zusammenarbeit des lokalen CBS-Ablegers NEWS 9 mit dem Oklahoman, der größten Tageszeitung des Staates. Beide legten ihre Internetseiten zusammen, sodass NewsOK.com entstand. An dessen Spitze stand Kelly Dyer Fry, die das Portal schnell zu einem Erfolg führte. Monatlich lag es bei etwa elf Millionen Seitenabrufen.
Im März 2007 verkaufte mit Griffin Communications das Unternehmen, dem NEWS 9 angehört, seine Anteile an die Oklahoma Publishing Company. In der Folge erschien Anfang 2008 eine eigenständige Internetseite des Fernsehsenders, woraufhin die inhaltliche Zusammenarbeit der ehemaligen Partner beendet wurde.
Während Oklahoman.com, die seit 1996 bestehende Webseite der Zeitung, mittlerweile nur für Abonnenten zur Verfügung steht, sind die Artikel in NewsOK.com frei verfügbar.

## Rezeption
Die Seite hat im Jahr 2009 einen Webby Award erhalten. Vier Jahre später wurde sie mit einem Emmy Award für den besten Werbespot ausgezeichnet. Die International Academy of Digital Arts and Sciences führte sie 2009 unter den zwölf weltweit führenden Zeitungswebseiten.
Im Jahr 2013 lag die Seite bei monatlich etwa 2,6 Millionen Unique Visits, 17,9 Millionen Seitenabrufen und 0,7 Millionen Videoabrufen.